# Pozivanje Svetog Mateja
Pozivanje Svetog Mateja je slavno ulje na platnu Caravaggia iz oko 1597. godine; remek-djelo koje se smatra prvim djelom baroka. Naslikano je za kapelu Contarelli u crkvi San Luigi dei Francesi (Sveti Lujo Francuski) u Rimu gdje se i danas nalazi.

## Povijest
Pozivanje sv. Mateja je jedna od tri slike kojima je Caravaggio ukrasio kapelicu kardinala Contarelija (u lijevoj niši), druge su dvije Nadahnuće sv. Mateja (oltarna slika) i Mučeništvo sv. Mateja (u desnoj niši). Nije jasan redoslijed kojim su naslikane ove slike, ali je veoma moguće da je Nadahnuće sv. Mateja bilo naručeno već 1591., dok se Pozivanje sv. Mateja može smjestiti negdje između 1596. i 1600. godine. U vremenu između ova dva djela izbila je između Caravaggia i Giuseppea Cesarija (koji je bio zadužen za stropne freske) velika rasprava oko narudžbe za ukrašavanje zidova. Tijekom tog razdoblja Caravaggiovo djelo pokazuje polagano napredovanje od svijetloga tonaliteta prema zrelom i dramatičnom stilu, zasnovanom na snažnom kontrastu svjetla i sjene.

## Odlike
Na ovoj slici je prikazan poziv što ga je sv. Mateju, rimskom cariniku, nenadano uputio Isus. 
Do tog događaja dolazi u sobi golih ožbukanih zidova u kojoj,ispod prašnjava prozora i malo lijevo od njega sjede zreo muškarac (Matej), trojica veoma mladih ljudi i četvrti, mnogo stariji muškarac pored Mateja. S desne strane, leđima tri četvrtine okrenut prema nama, stoji sv. Petar, a kraj njega Isus u profilu, okrenuvši glavu prema Mateju s ispruženom desnom rukom i ispruženim kažiprstom prema njemu. 
Caravaggio je kompoziciju slike stvarao na samom platnu, što je i pokazao radiografski pregled kojim su otkriveni brojni popravci i izmjene. Rubom prozorskog kapka obilježena je okomita os i središnja linija slike, dok donji rub prozora i rub stola tvore ravne crte koje sliku vodoravno dijele na jednaka tri dijela. Zraka svjetlosti koja dopire odozgor zdesna daje slici dominantnu dijagonalnu kompoziciju. To svjetlo, ali i križ koji ga tvori okvir prozorskog okna ukazuju na Božju prisutnost. Srednji dio je posvećen drami koja se odvija među likovima, a noge muškaraca, kao i noge pokućstva u dnu stvaraju prenatrpanu, živahnu isprepeletenost svjetla i dijagonala.
Caravaggio postiže neviđenu napetost i dramu na slici uporabom jakog kontrasta svjetla i sjene, taj snažni kjaroskuro se od ove slike naziva tenebrizam. Snažna zraka svjetla prolazi iznad Isusove glave, dodiruje prozorski kapak i osvjetljava likove carinika na lijevoj strani. Druga, dodatna svjetlost dolazi iz prednjeg plana (pozicije promatrača) i ističe rukav mladića koji nam je okrenut leđima, kao i leđa i desnu stranu sv. Petra, te ruku ilice Isusovo. Ovo poigravanje svjetlošću stvara na platnu dramatičan prizor koji nas se doima svojom neposrednošću. 
Također, ritam niza glava odgovara ritmu koji stvaraju ruke, rukavi, noge i nabori tkanina. Mrlje svjetlosti padaju na točno određene detalje slike: starčeve ruke i ruke mladića koji broje novac od poreza, Matejevu ruku i upitni izraz lica, te na Isusovo uho, potiljak, obraz i nos. Kristova ruka ima istu ulogu kao Božja ruka na Michelangelovom Stvaranju Adama na stropu Sikstinske kapele. 
Osjećaj suvremenosti Caravaggio je stvorio slikajući svoje likove u kićenoj, suvremenoj odjeći. Pohlepu likova za stolom prikazao je njihovom gizdavom odjećom, rukama na novcu, ali ponajviše u pozama dvaju krajnjih lijevih likova koji ne sudjeluju u događaju niti ga uopće primjećuju. Caravaggiova vještina je i u tome što brojne pojedinosti i izvanredna vještina s kojom su prikazani, ne odvaraćaju nam pozornost od jedinstvene snage cjeline i njezina značenja.
Poruka ove slike je složena: Božja milost pada na grešnika Mateja, a otkupiteljsku Isusovu kretnju u manjim razmjerama ponavlja Petar, otac i simbol Rimokatoličke crkve, iz čega se lako može izvesti zaključak o tome da Bog bilo koga od nas može pozvati u bilo koje vrijeme, što ne mora biti samo preko crkve.